# Peter Drobach
Peter Anthony Drobach, Sr, 23 novembre, 1890 - 24 novembre, 1947, est un cycliste sur piste américain, professionnel entre 1908 et 1922. Il a connu de nombreux succès dans les courses de six jours en particulier dans les années 1910

## Palmarès

### Six jours
- 1910
  - Six jours de Buffalo (avec Alfred Hill)
- 1913
  - Six jours de Buffalo avec Paddy Hehir
  - Six jours de Newark avec Paddy Hehir
  - Six jours d'Indianapolis avec Paddy Hehir